# Hornbæk Kirke (Helsingør Kommune)
 For alternative betydninger, se Hornbæk Kirke. (Se også artikler, som begynder med Hornbæk Kirke)
Hornbæk Kirke er sognekirke i Hornbæk Sogn, Helsingør Domprovsti (Helsingør Stift).
Kirken ligger midt i den ældre del af den tidligere fiskerlandsby Hornbæk.
Hornbæk Kirke er en murstenskirke opført 1737. Kirken er uden særskilt opført kor samt med et lille kobber- og blydækket tårn placeret midt over kirkebygningen. Kirken har rundbuede vinduer og kirkelokalet har fladt bjælkeloft.
Altertavlen er forsynet med et maleri af C.V. Eckersberg.

## Eksterne kilder og henvisninger
- Hornbæk Kirke hos KortTilKirken.dk
- Hornbæk Kirke hos danmarkskirker.natmus.dk (Danmarks Kirker)